# Achmad Bakajew
Achmad Narimanowicz Bakajew (ros. Ахмад Нариманович Бакаев, ur. 11 sierpnia 1958 roku w Duszanbe) – rosyjski kompozytor pochodzenia tadżyckiego, autor muzyki do filmów i seriali nakręconych w Tadżykistanie, Uzbekistanie, Rosji oraz Polsce.

## Życiorys
W wieku 6 lat rodzice oddali go do szkoły muzycznej, do klasy fortepianu. W 1968 roku do Duszanbe przyjechała Komisja Centralna ze Szkoły Muzycznej przy Moskiewskim Konserwatorium imienia Piotra Czajkowskiego w Moskwie w poszukiwaniu młodych talentów z Republik Rodzieckich. Po zakończeniu przesłuchania Bakajew otrzymał propozycję dalszej nauki na studiach w Moskwie, lecz ojciec nie chciał puścić syna do Moskwy i pragnął żeby został w Duszanbe.
W 1976 roku dostał się na politechnikę, ale na drugim roku porzucił studia i kontynuował naukę w Szkole Muzycznej, a tegoż roku umarł jego ojciec. Aby utrzymać rodzinę Bakajew zaczął dorabiać jako muzyk w restauracjach oraz jako pracownik na budowie. W 1980 roku spotał Dalera Nazarowa i zaczął współpracować z jego zespołem, natomiast rok później wybrał się do Tadżyckiego Instytutu Sztuki im. M. Tursuzade. W 1983 roku zaczął grać na syntezatorze w składzie zespołu „Gulszan”, razem z którym jeździł z koncertami po całym Związku Radzieckim. W 1991 roku razem z rodziną przeprowadził się do Moskwy, gdzie tam skończył kurs reżyserski w Wszechrosyjskim Państwowym Instytucie Kinematografii im. S.A. Gierasimowa.
W latach 1996–1999 grał na syntezatorze w składzie zespołu Tatjany Owsijenko, a rok później przeprowadził się do Wrocławia, gdzie rozpoczął współpracę z zespołem produkcyjnym ATM Grupa, pisząc muzykę do seriali polskich: Biuro Kryminalne, Fala zbrodni, Pierwsza miłość, Świat według Kiepskich, oraz do reality show Amazonki, Dwa światy, Gladiatorzy; do programów telewizyjnych: Biuro Kryminalne, Zerwane więzi, Awantura o kasę.

## Udział w festiwalach
- Jazz festiwal w Duszanbe  2009, 2010.
- Międzynarodowy festiwal orkiestr kameralnych „Bachoriston” (ros. Бахористон) 2011.

## Nagrody
- 1999 – Biały Taniec (ros. Белый Танец) (R. Kubajew) otrzymał nagrodę «Złota Sowa» na festiwalu w Wyborgu.
- 1993 – Kosz ba kosz (ros. Кош ба кош) (Б. Худойназаров /B. Chudojnazarow) otrzymał Srebrnego Lwa za najlepszą reżyserię.
- 1991 – Brat (ros. Братан) (Б. Худойназаров/ B. Chudojnazarow) otrzymał główną nagrodę na międzynarodowych festiwalach filmowych w Mannheim i Turynie.
- 2004 – Serial Fala zbrodni otrzymał nagrodę Tele Ekran od czasopisma Tele Tydzień za najlepszy kryminalny serial oraz w latach 2005-2008 otrzymał nagrodę Telekamera jako najlepszy serial.
- Serial Pierwsza miłość otrzymał nagrodę Telekamera od czasopisma Tele Tydzień w 2011 jako najlepszy codzienny serial, oraz w latach 2006-2008 otrzymał nagrodę Telekamera jako najlepszy dramat socjalny.
- Film dokumentalny Powód by żyć (ros. Причины для жизни) otrzymał nagrodę w  nominacji „Najlepszy krótkometrażowy film” nagrody Gałęzi Ławrowej 2010
- 1988 – Pieśń Хазон Резан oznano jako najpiękniejszą na festiwalu Azja Dauysy (ros. Азия Дауысы)

## Filmografia
- 2018 – Ślad (Polska)
- 2010—2011 – УГРО, Простые парни 2 и 3 (Rosja)
- 2010 – Powód by żyć / ros. Причины для жизни (dokumentalny) (Rosja)
- 2009 – Synuś / ros. Сынок (Rosja)
- 2007 – Zakręty losu /ros. Повороты судьбы (Rosja)
- 2005 – Potrzebna niania / ros. Требуется няня (Rosja)
- 2005 – Detektyw / ros. Частный детектив (Rosja) (Reż. Rano Kubaeva)
- 2005 – Biuro kryminalne (Polska)
- 2004 – Cudowna dolina / ros. Чудная долина (Rosja)
- 2004—2011 – Pierwsza miłość (Polska)
- 2003—2006 – Fala zbrodni  (Polska)
- 1999 – Biały taniec / ros. Белый танец (Uzbiekistan, Rosja)
- 2001—2011 – Świat według Kiepskich
- 1993 – Kosz ba Kosz / ros. Кош ба Кош (Tadżykistan,Szwajcaria, Rosja,Japonia)
- 1992 – Tajemnica paproci / ros. Тайна папоротников (Uzbekistan)
- 1991 – Północny blues / ros. Полуночный блюз (Tadżykistan)
- 1991 – Identyfikacja pragnień / ros. Идентификация желаний (Tadżykistan)
- 1991 – Brat / ros. Братан (Tadżykistan)
- 1989 – Niezwykłe wydarzenie / ros. Невероятный случай (Tadżykistan)
- 1989 – Skarby Świat Garufa /  ros. Сокровища мир Гаруфа (Uzbiekistan) (Джаллыев)
- 1987 – Klinika /ros. Клиника (Uzbiekistan)
- 1980 – Takie jest życie / ros. Такова жизнь (dokumentalny) (Tadżykistan)
- 1979 – Zmięczenie / ros. Летаргия